# Szlovákiai magyar amatőr színjátszás
A szlovákiai magyar amatőr színjátszás megerősödése a Csehszlovák Köztársaság megalakulásához köthető, amikor a magyarlakta dél-szlovákiai vidékeken erős műkedvelő mozgalom bontakozott ki új, és már meglévő csoportok – a körülményekhez igazodó – munkájából. Ennek múltnak és jelenének a falvankénti feldolgozására 2013-ban az örsújfalui ÉS?! Színház átfogó programot hirdetett A szlovákiai magyar amatőr színjátszás története címmel. Itt elsősorban azon ma is működő amatőr színjátszócsoportok kerülnek bemutatásra, amelyek története többé-kevésbé feldolgozott és ismert.

## Apropó Kisszínpad (Fülek)

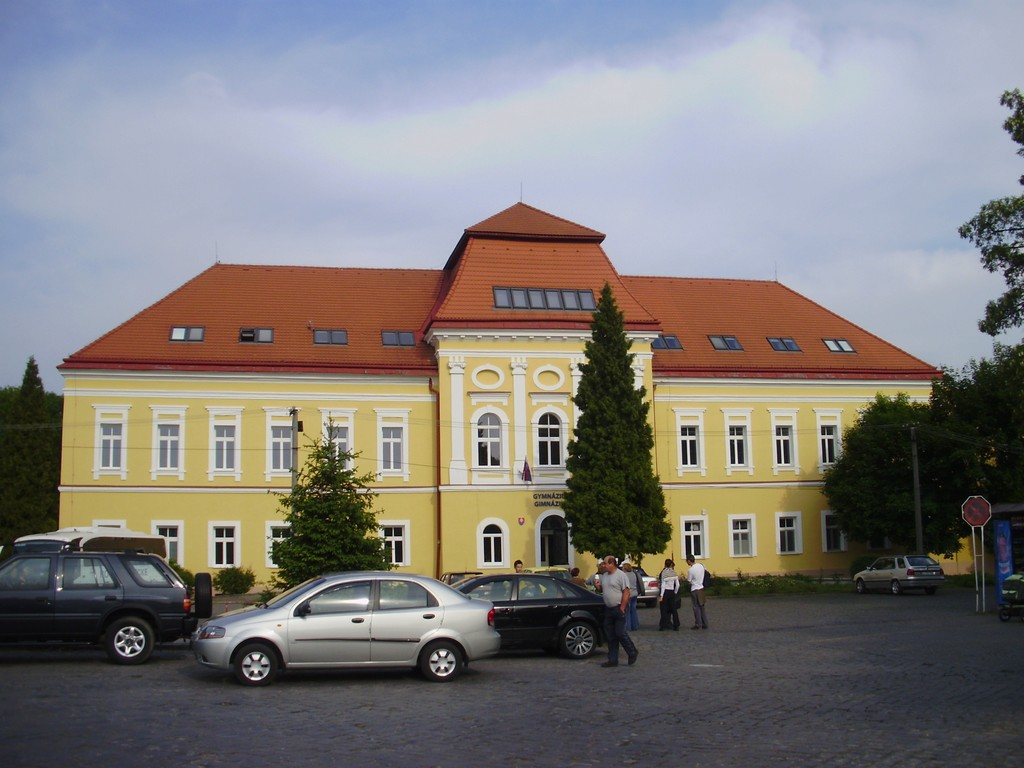
A Füleki Gimnázium épülete

Az Apropó Kisszínpad Közép-Szlovákia többszörös Nívó-díjas, több évtizednyi folyamatos tevékenységet és színházi múltat felmutató csoportja. A 2011-ig eltelt 20 év alatt több mint 100 diák volt tagja.
1991-ben lelkes gimnazisták alapították, akik színjátszó csoportot szerettek volna alakítani a Füleki Gimnáziumban. A fiatalok rendezőként Szvorák Zsuzsa tanárt kérték fel, aki akkor már rendezett az ottani általános iskolában, és ismerték a Zsibongó kisszínpad (10-14 éves korosztályú) színjátszócsoportjában végzett tevékenységét, mely 1985-1998 között komoly sikereket ért el.
Első színdarabjuk, Csokonai Vitéz Mihály Özvegy Karnyóné című komédiája volt. Bár a modern köntösbe öltöztetett játékot az akkori bizottság nem fogadta kedvezően – a szöveg túl archaikus volt, a játék túl fiatalos – a közösség jó volt, a diákok tehetségesek, folytatást érdemeltek. Így alakult meg csoportjuk Apropó néven. Első nagy sikerük – már újabb diákokkal, – 1993-ban az országos Ki mit tud? tehetségkutató műsor megnyerése, első nagyobb figyelmet érdemlő darabjuk Karinthy Frigyes Az emberke tragédiája volt.
Fő céljuk elsősorban az irodalmi anyag színesítése lett, ezért minden szövegkönyvet maguk írtak. Balladákat dramatizáltak, tragédiákat jelenítettek meg, szeretettel meséltek a bibliai témákról, tengeri-hántást elevenítettek fel csupa csuhéban, állatokról szóló darabokat írtak. Néhai Dusza István, színikritikus szerint rögtön ki kellett volna nyomtatni is az ilyen úttörő jellegű darabokat. Mint például William Shakespeare Mesteremberek jelenete, Lázár Ervin A Négyszögletű Kerek Erdője, vagy Mátyás király meséi Illyés Gyula, Pilinszky János, Arany János művei, József Attila költészete dramatizálással, parodizálással, átírással. A csoport legtöbbször eljátszott motívuma a szerelem lett. Saját magukról Fulkó lovag és Jó palócokról címmel mutattak be játékot.
Játszottak színházakban, kulturális központokban, de a zsámbéki romtemplomnál, Erdélyben pajtában, vagy Pesten a Lánchíd közepén, a Nemzeti Múzeum kertjében, a Vigadó előtt, a Vörösmarty téren, Pécs főterén, a komáromi Anglia parkban, Szegeden kollégiumban, a füleki várban, Losoncon, Szepsiben, Buzitán, sok falusi vendéglőben vagy előtt, rozzant iskolákban, tornatermekben is. A legfontosabb élményt nyújtani a fiataloknak, közösséget teremteni az iskolában, erősíteni a kötődést a gimnáziumhoz. Büszkék rá, hogy egy-egy bemutató kapcsán megjelennek a régi színjátszók, hogy az „apropósok” még 10-20 esztendő után is emlékeznek a szövegekre, a versekre, dalokra, s persze a bakikra, a háttérben történtekre.
Munkájukat elemzéssel, értelmezéssel Gáspár Kati, Illésné Kósik Andrea, Fero Mráz, Jana Bialová, Kelemen Gábor, Mizser Attila, Énekes István, a Folk LC csapata és Kerekes Éva segítette, és segíti.

## Áji színjátszás
Áj színjátszásáról nincsenek pontos adatok. Az 1940-es években a hagyományos betlehemezés mellett évente több színdarab is színpadra került, többnyire a tanítók szorgalmazására. Így 1949-ben: „A csikós”, „Dada”, „A tanítónő”, „Becsületes juhászlegény”, „A cigány”, „Dódi”, „Figaró házassága”. 1964-ben az akkori fiatalok a környék falvaiban arattak sikert a „Fehér Anna” című dráma előadásával. 1966-ban „A nagy mulatság” című színdarab és „szilveszterre esztrád” műsor került bemutatásra. 1971-ben bemutatták a „Gyűrűs zsidó” című színdarabot. A darabokat Sztupák Imre rendezte.
A Csehszlovák Ifjúsági Szövetség (CSISZ), majd a Szlovákiai Ifjúsági Szövetség (SZISZ) 1972-től megerősítette a helyi Csemadokot, mely eredményeként Petőfi Sándor születésének 150. évfordulóját ünneplő, egész estet betöltő műsort szerveztek. Egy évvel később, a Csemadok megalakulásának 25. évfordulója alkalmából ünnepi műsort rendeztek, amelyre igyekeztek feldolgozni az áji népdalokat, hagyományokat. 1975-ben Egri Viktor „Amikor a hárs virágzik” című színdarabját, 1976 februárjában Lovicsek Béla „Végállomás” című darabját mutatták be. Ugyan azon az éven volt Petőfi est, Arany János balladái színpadra feldolgozva, esztrád műsorok, Ady Endre versmondó verseny.
1976. december 25-én Oscar Wilde „A kísértet házhoz jön” című színdarab került bemutatásra, amelyet több mint 9 környékbeli községben mutatták be (Vendégi, Szádalmás, Körtvélyes, Szádelő, Péder, Jánok, Buzita, Tornagörgő, Zsarnó). 1978-ban Zselízen adtak elő a Csemadok tagjai áji népszokásokat, népdalokat, bemutatták, hogy a fonóban hogyan szórakoztak az akkori fiatalok például a „medve tánc” című népjátékkal és egy újabb színdarabbal léptek színre: a Dávid Rózsa "Könnyű a nőknek" című darabbal. A bohózat a márciusi Színjátszó csoportok fesztiválján Péderben az első helyezést kapta a Legjobb darabért, valamint első helyezést a Legjobb női alakításért. 1980-ban a „Fejesek” című színdarabot mutatták be, amely a Fesztiválon harmadik helyezést ért el.
Hivatalosan 1989-ben alakult meg az 'Áji Hagyományőrző Csoport, Árvalányhaj Vegyes Éneklőcsoport.
1993-ban, a már 3-4 éve működő Árvalányhaj énekkar vezetője, Kalász Valéria az énekkart kibővítette és folklórosította. Így kerültek feldolgozás alá az Andrásozási népszokások, Aratási ünnepségi szokások, farsangvégi mulatozás és egyéb népi hagyományok. Rejtő Jenő „A jutalomjáték” című bohózatát videoszalagra is rögzítették. 2000 karácsonyi ünnepi műsor alkalmával került színpadra a kultúrcsoport tagjai által feldolgozott „Szentcsalád járás”, ami helyi karácsonyi vallási néphagyományt mutatott be. 2010-ben a Via Nova Ifjúsági Csoport (2007-ben alakult meg civil szervezet) tagjai anyák napja alkalmából a „Hófehérke”, a „Kutyakomédia“ és más rövid bohózatokat adtak elő.

## Hetényi amatőr színjátszás

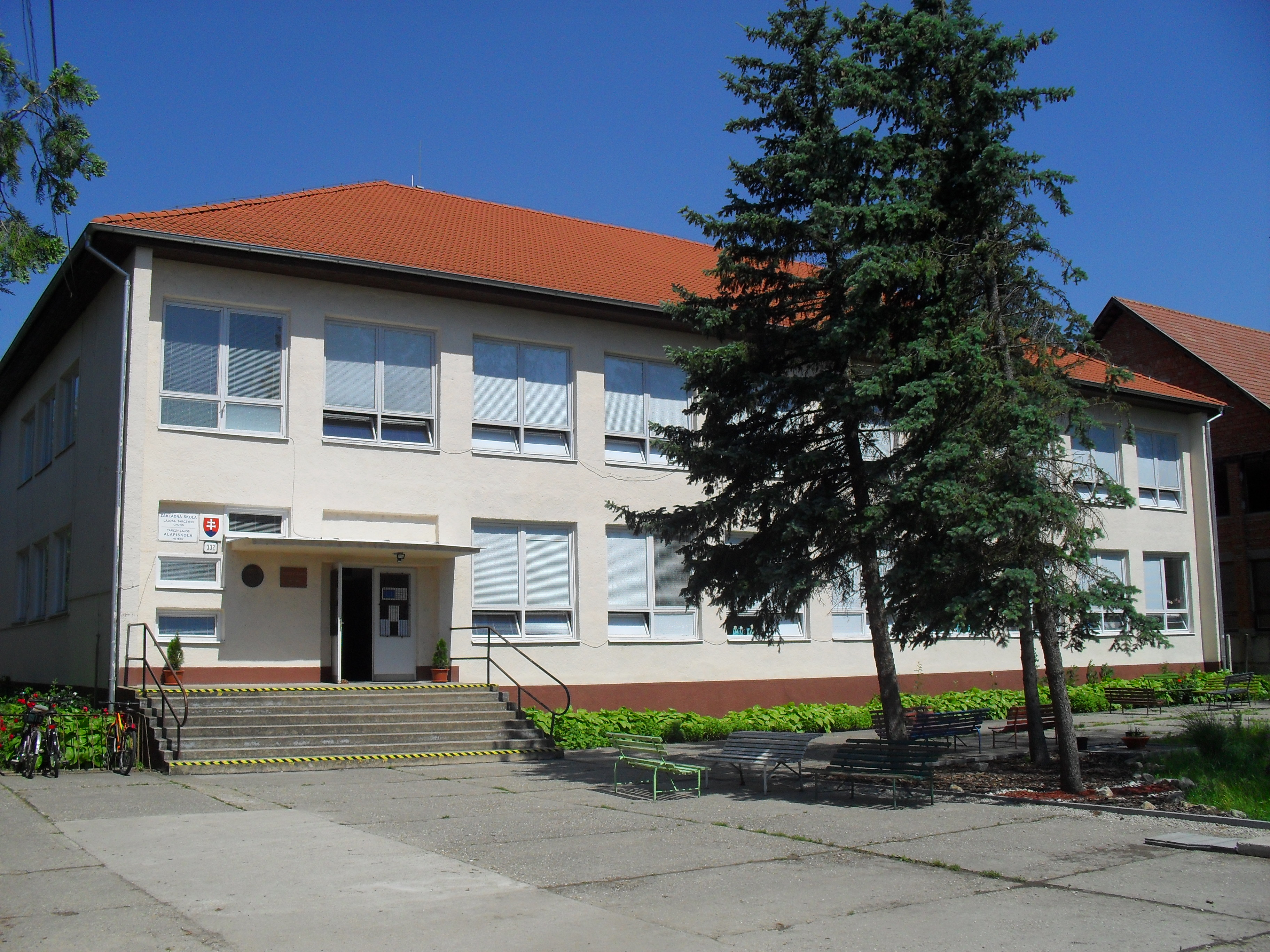
Hetény – Tarczy Lajos Alapiskola

A hetényi felnőtt- és iskolai színjátszás létét már egy 1923-as fénykép és korabeli jelmezek is bizonyítják, melyen hetényiek játsszák a Katóka őrmester című darabot. Az 1930-as években a Piros Bugyelláris című darab került színre. 1937-ben került bemutatásra a Cigány asszony férjhez megy a bíró lánya, 1939 farsangján a Bokros uram.
Singer Ödön, akinek szatócsboltja volt, a focicsapaton kívül a színjátszást is támogatta. Háza a hetényi Nagy–tó partján, a mai Tanka ház helyén volt.
A harmincas évek elején az iskolában még hetente egyszer tartottak vallásos, szavalós, éneklős estétek a gyermekeknek. Ezeket az estéket Bordán Kató tanító néni vezette, s Ő vette ki az iskolából a tehetségesebb diákokat egy-egy darabhoz. A háború miatt azonban a színjátszás abbamaradt, és csak az ötvenes évek elején folytatódott.
A kultúrház ekkor a mai Táltos kocsmával szemben volt. A Táltos udvarában pékség is működött. A kultúrház első részében kocsma volt, az épület hátsó részében pedig volt a nagy táncterem a színpaddal ahol a próbákat tartották és még öltözők is voltak. A színdarabokat mindig az őszi betakarítások végeztével kezdték el próbálni. Mindenki megkapta a darab szövegkönyvét, melyet összeolvastak. Bordán Kató és Magdi foglalkoztak a csoporttal, s igazgatták, javították a szöveg hangsúlyozását is.
A darabok kiválasztásához a háború utáni zavaros időszakban be kellett jelenteni, hogy milyen darabot szeretnének játszani, s kikkel. A járási párthivatal kulturális bizottsága által összeállított lista ki volt függesztve a titkárság folyosóján. Engedélyeztetni kellett a darabokat és a szereposztást is. A falu tiszteletes asszonyának helyzete pedig igazán nem volt könnyű. A papok tevékenységét betiltották a háború után, sem Ők, sem családjaik közszereplést nem vállalhattak. Zsemlyéné tiszteletes asszony minden darabban úgy szerepelt hivatalosan, mint súgó, de természetesen ettől sokkal fontosabb feladatokat látott el. Ő is egyfajta művészeti vezető volt. A kész darabokat először a Magyar Területi Színház által küldöttek színészeknek kellett bemutatni, akik véleményezték a darabot, s esetlegesen további tanácsokat adtak.
A járás falvai a hetényiek előadásában a következő darabokat láthatták: Piros Bugyelláris, A Csikós (1954, rendező: Herdics János, Bordán Kató), Fehér Anna, Liliomfi (1956), Visszahív a tanya, Gül Baba (1956, rendező: Bordán Kató), Lidérc fény (1961, rendező: Újváry László), Dódi (1965, rendező: Bordán Katalin, Tarics János), Ez aztán a meglepetés (1972, rendező: Bordán Katalin, Konrád József), Kincskeresők (1957, rendező: Vojtka Pál), Senki fia (1964, rendező: Bordán Katalin), Baj van a szerelemmel (1962, rendező: Bordán Katalin), Szeretve mind a vérpadig (1975, rendező: Bordán Katalin), Gazdag szegények, Húsz év múlva, Cseresznyevirág, Az öreg halász és a tenger (1966, rendező: Dékány György), Emberi hang (1970, rendező: Dékány György), Perlő ének (1971, rendező: Dékány György). A darabok többségét a Csemadok égisze alatt rendezték meg, melyek közül a legnagyobb sikert a Gül baba énekes zenés darab aratta, melyet akkor a Béke Zenekar kísért.
A Csikós (1954) című darab érdekessége a díszlet ötletességében rejlik. Az 50-es évek elején ventilátora csak a péknek volt, aki már kora hajnalban sütötte a friss kenyeret, s a kemence mellett ott fújta a ventilátor a hideg levegőt. Ezt kérték kölcsön a színjátszósok. A ventilátor előlapját lecserélték koszorú alapra, arra kötöttek piros szalagokat, melyeket lengetett a gép, ezzel imitálva a tüzet. Szintén az ötvenes években került bemutatásra a Liliomfi című darab, mely érdekessége, hogy a bevételekből a focicsapat számára vásároltak mezt.
A középiskolásokat az 1970–80-as években a Csokonai Irodalmi Színpad fogta össze. Csokonai nevének felvétele kézenfekvő volt, hiszen Hetényben élt a híres költő legnagyobb szerelme és egyben múzsája is – Lilla, aki a református pap felesége volt. Természetesen a szerelem csak plátói volt, melynek eredményeként gyönyörű versek születtek.

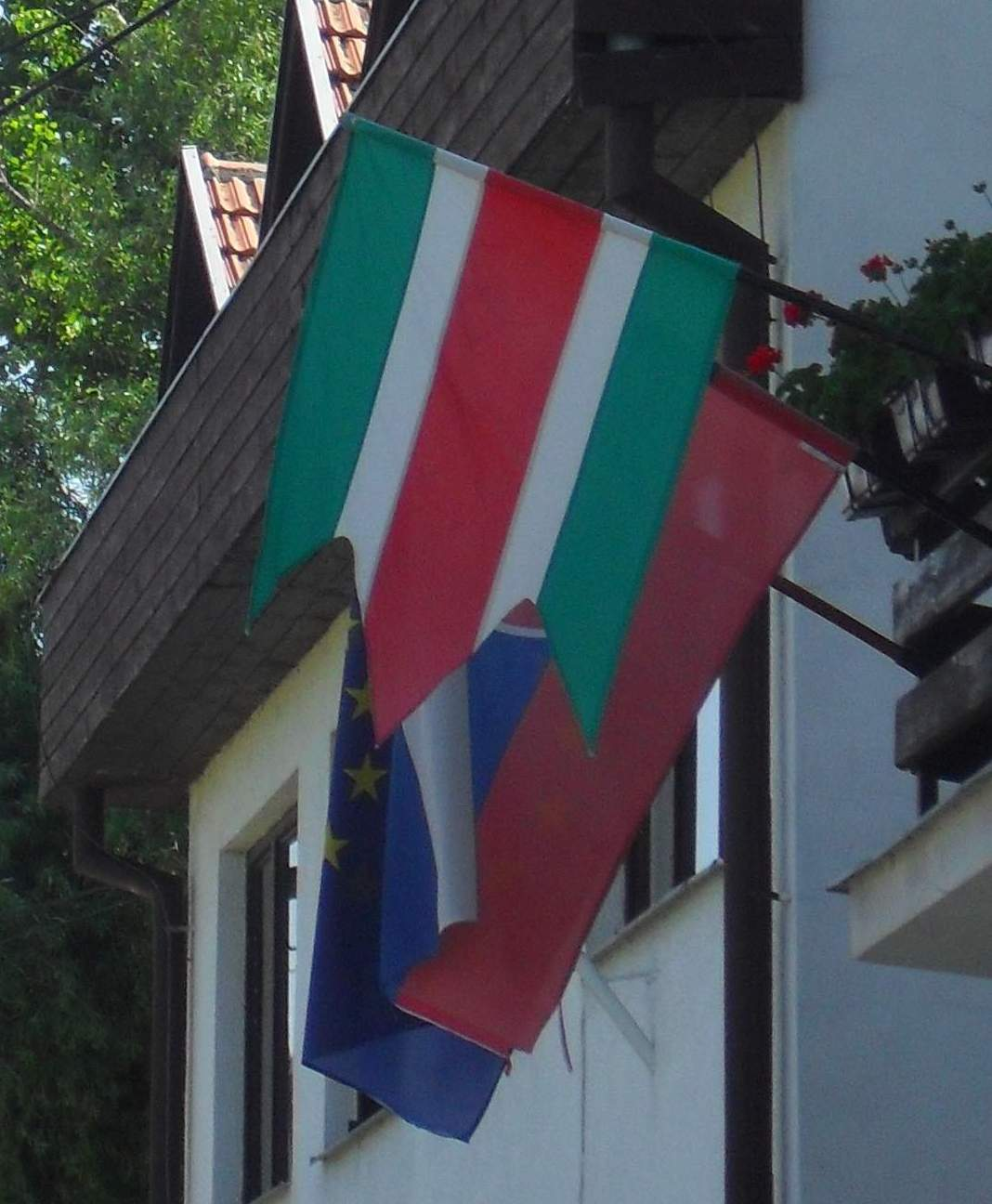
Hetény – a községi zászló a községi hivatal épületén

A Csokonai Színpad mozgatórugói Lucza Imre és Lucza Sára voltak, akik felkérték Kis Péntek Józsefet, hogy segítse a színpadosok munkáját és akinek rendezésében olyan darabok kerültek színre, mint az Amerikai párbaj, a Hamlet, a Primadonna, a Búcsú a csodáktól, az Itteni színjáték és a Finálé. Szalai Miklós is jeleskedett rendezésben, többek közt Vörös Lajos főszereplésével láthattuk a Robinson című darabot. Ezek a színpadi játékok segítették hozzá Vörös Lajost és Rancsó Dezsőt, hogy sikereket arassanak a világot jelentő deszkákon, s elismert színészek legyenek Komáromban és Budapesten.
A következő előadások kerültek színpadra: A Duna nimfája (1975., rendező: Lucza Sára), Megöltek egy legény (1976, r.:Lucza Sára), Dobolás a túloldalra (1977, r.: Lucza Sára), Dalol a föld (1978, r.: Dékány György), Radnóti összeállítás és Felkiáltójelek (1979, r.: Lucza Imre és Lucza Sára, Felejtés kora (1980, r.: Kis Péntek József), Latinovits (1981, r.: Kis Péntek József), Túsz-szedők (1982., r.: Kis Péntek József), Itteni színjáték és Finálé (1983., r.: Kis Péntek József), Robinson (1983., r.: Szalai Miklós), Hangok az erdőből (1984., r.: Szalai Miklós), Primadonna (1985., r.: Kis Péntek József), Haccacáré – vidám összeállítás (1986., r.: Lucza Sára és Lucza Imre), Irodalmi összeállítás az 1848/49-es szabadságharc emlékére (1987., r.: Lucza Sára és Lucza Imre), Vidám nyári est (1988., r.: Lucza Sára, Lucza Imre), Kezedben zöldág (1988., r.: Szalai Miklós), Karácsony gyertyafénynél (1989., r.: Lucza Imre és Lucza Sára), Ima Erdélyért (1989., r.: Lucza Sára és Lucza Imre), Karácsony gyertyafénynél (1990., r.: Lucza Sára és Lucza Imre), Karácsony gyertyafénynél (1991., r.: Lucza Sára és Lucza Imre), Március 15. –i összeállítás ((1992., r.: Lucza Imre és Lucza Sára), Unokáink emlékkönyvébe – tiszteletadás a Németországba elhurcolt hetényi lányok előtt (1996., r.: Lucza Sára), Haza hív a harangszó – tiszteletadás a Hetényről kitelepítettek előtt (1998., r.: Lucza Sára).
Dékány György neve fontos még a közösség életében, aki nemcsak aktívan szervezte Hetény kulturális életet, de majd 20 évig a Csemadok elnöki tisztségét látta el a járásban. Ő szervezte meg a FODORMENTA férfi énekkart – a kezdetekben 16 taggal, akikkel megnyerték 1966-ban a Tavaszi szél vizet áraszt országos énekversenyt. Felesége – Dékányné Parák Éva – a helyi alapiskola Kópék színjátszó és tánc csoportját irányította. A tánccsoport egyik legnagyobb sikerének a televízióban való szereplést tekintik 1976- ban az STV Rozlety műsorában (1976. Május 12, 13). Később, Kotiers Éva vezetésével eljutottak a Duna Menti Tavasz országos színjátszó fesztiválra, ahonnan már két nagydíjat is elhoztak (a Pletykás asszonyok és a Hapci király című darabokkal).
A 2000-es években a felnőtt amatőr színjátszás reneszánszát éli Hetényen. Nagy érdeme van ebben egy színész házaspárnak, akik a falukba költöztek. Gál Tamás és Kis Szilvia vezetésével jó páran kalandozhatnak a világot jelentő deszkákon. A művészházaspár nem egyszer tartott már jótékonysági előadást balesetet szenvedő gyermekek, családok megsegítésére, néhány előadás bevételét pedig az iskolai színjátszó csoportnak adományozták.

## ÉS?! Színház (Örsújfalu)
Örsújfalun az amatőr színjátszás komoly múlttal rendelkezik. Elbeszélésekből tudható, hogy a két világháború között is volt itt színjátszó csoport, ez folytatódott a II. világháború után, az ötvenes évektől kezdődően. Volt olyan időszak, amikor négy csoport is működött a településen: a sportszervezet, az önkéntes tűzoltók, az ifjúsági szervezet és a Csemadok csoportja. A sportszervezetnél Oravecz Ferenc, a tűzoltóknál Filkó Vince, Bazsó István, az ifjúsági szervezetnél Maczkó Julianna, a Csemadoknál pedig Kosztolányi Gáspár és Veronika rendezték az előadásokat. A csoportok között átjárhatóság volt, de díszletet (szobabelső) közöset használtak.
A hetvenes évekre már csak a Csemadok és a kultúrház közös csoportja maradt meg a településen. A sportszervezet és a tűzoltók teljesen feladták ezt a fajta tevékenységet, az ifjúsági csoport pedig áttért az alkalmi ünnepi műsorok bemutatására. A rendezést a Kosztolányi házaspártól lassan átvette Gogola Frigyes. Minden évben bemutattak egy darabot, amellyel aztán bejárták a környező falvakat. A kiutazásokhoz mindig nagy segítséget kaptak az Örsújfalui Állami Birtoktól és a Komáromi Hajógyártól.
A nyolcvanas évek vége felé csöppent bele ebbe a színjátszó csapatba a mai És?! két tagja Várady Kornélia és Panyi Zoltán. Több hozzájuk hasonló színházat, együtt játszást kedvelő fiatallal vették át a stafétabotot a Csemadok és a kultúrház közös színjátszó csoportjában.

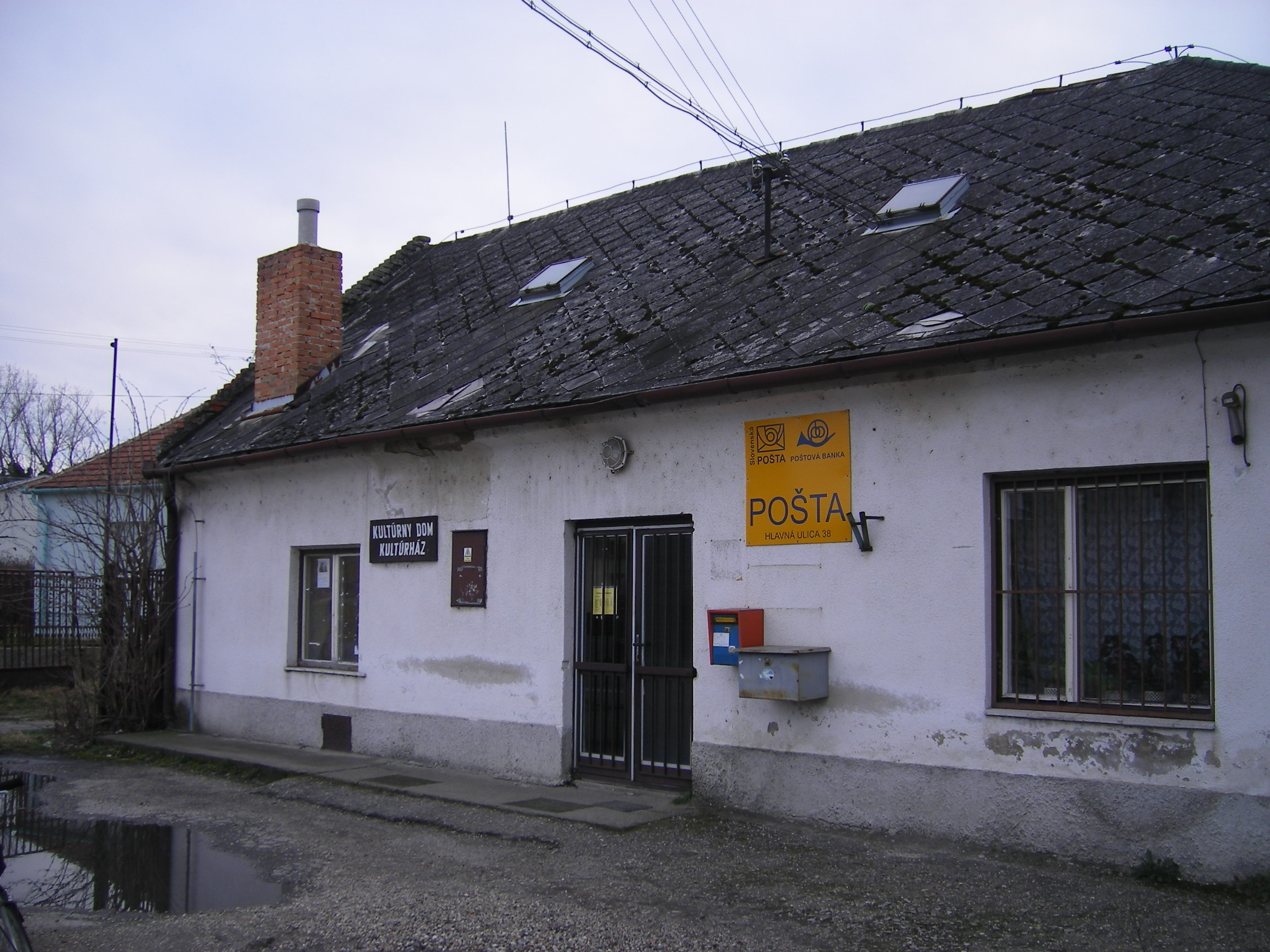
Örsújfalu – kultúrház és posta

A kultúrház – amely akkor már a Komáromi Városi Művelődési Központ (VKM) alá tartozott – vezetője 1992-ben Kiss Péntek Józsefet hozta, akkor már elismert amatőr rendezőnek Örsújfalura. Általa, Klimits Lajos: Névtelen levél című darabjával a csapat fennállása alatt először eljutott a Jókai Napokra. Akkor még ezen a hosszú néven: a Csemadok örsújfalui alapszervezete és a Komáromi Városi Művelődési Központ színjátszó együttese. Ezt a nevet három éven át viselte a csapat. Akkor azonban már kezdték a társaságot hívni egyre gyakrabban Magyarországra és más fesztiválokra is fellépni, eljött tehát az ideje a névválasztásnak. A társaság nem tudott dűlőre jutni, mikor az egyik tag azt javasolta: ma július 5-e van Cirill és Metód napja, legyünk Cirill és Metód színház. Erre a válasz ez volt: Hát én ebbe csak akkor egyezek bele, ha ebből a névből az ÉS marad meg. Szabó Csilla javaslata alapján tettek utána egy kérdőjelet és egy felkiáltójelet, mert így majd mindenki gondolkodni fog, hogy vajon mit jelenthet ez. Ekkor döntötték el, hogy fennállásukat attól az évtől számítják, amikor először léptek ki a szélesebb nyilvánosság elé, tehát 1993–tól.
Kiss Péntek József vezetésével az ÉS?! Színház 5 előadást vitt színre, amiből az Iphigénia Auliszban című elnyerte a 34. Jókai Napok nívódíját. Ám 1998–ban elnyerte a Komáromi Jókai Színház igazgatói posztját. Helyét Szabó Csilla vette át. Már ebben az évben megrendezte az első előadást: Coenaue-től a Stílusgyakorlatokat. Majd ezt további 8 előadás követte, amelyből kettő (Szép Ernő: Vőlegény, Hétköznapi komédiák) nívódíjas lett a Jókai Napokon, négy előadás pedig (Hamar egy asszony, A helység kalapácsa, A bajusz, Elvira) elnyerte a Jókai Napok fődíját.
Az ÉS ?! Színház nem csak egy „amatőr csoport”. Tagjainak nagy része akkreditált drámapedagógia alapképzésben is részesül, a Szlovákiai Magyar Pedagógus Szövetség segítségével. Ennek keretén belül több tanfolyamot is szerveznek pedagógusoknak, népművelőknek. A „Dráma a tanítási órán” elnevezésű projekt keretén belül alap és középiskolásoknak tartanak rendhagyó irodalom órát, ahol a drámapedagógia eszközeit használják fel. A bemutató órákat mindig szakmai beszélgetés követi az adott iskola pedagógusaival, hogy megtanítsák bevinni a módszert a tanítási órára.
A társulat tagjai már a kezdetek óta rész vesznek táborokban is, így elsőként Gútán szerveztek rendszeresen táborszínházat. Később a Szlovákiai Magyar Pedagógus Szövetség által szervezett Jókai Versmondó táborban folytatták ezt a tevékenységet, majd 2005-ben szervezték meg Csallóközaranyoson első alkalommal a Kuckó nevű alkotótáborukat. A nagy érdeklődés miatt 2006-ban új tábort indítottak, az Árgyélus gyermekszínjátszó tábort.
A társulat tagjai a Magyar Szín–Játékos Szövetségnek is, amelynek keretén belül több nemzetközi szimpóziumon vettek már részt. Járnak improvizációs fesztiválokra, sőt maguk is szerveznek ilyen fesztivált. Első saját fesztiváljuk, az Ekhósszekér Fesztivál volt 2012. július 5. és 8. között. Ezen a fesztiválon nincs díj, nincs zsűri, csupán egymás örömére játszanak a csapatok. Az első fellépők Szlovákiából és Erdélyből: Rugonfalva, Szentegyháza (Erdély), Nyárasd színjátszócsapatai, valamint a GIMISZ, a komáromi Eötvös Utcai Alapiskola bábcsoportja és az ÉS?! Színház voltak. A fesztivál fő profilja az utcaszínházi játékmód előadások, bemutatók segítségével.
De felléptek olyan nagyvárosokban is, mint Prága, Bécs, Budapest, Pozsony. Erdélyben Rugonfalván, Csehországban Sobotkán, Magyarországon Celldömölkön, Oroszlányban, Móron, Neszmélyen, Várgesztesen, Zsámbékon, Százhalombattán, Balatonfüreden, Sitkén. Két alkalommal jelölték őket a legrangosabb szlovákiai színjátszó fesztiválra, a „Scénická žatvára“, Turócszentmártonba.
2012-ben olyan megtiszteltetés is érte a társulatot, hogy Fazekas István, magyarországi költő, író, az ÉS?! Színházat kérte fel első drámájának, az Elvirának színre vitelére.

## Gimisz Színpad (Komárom)

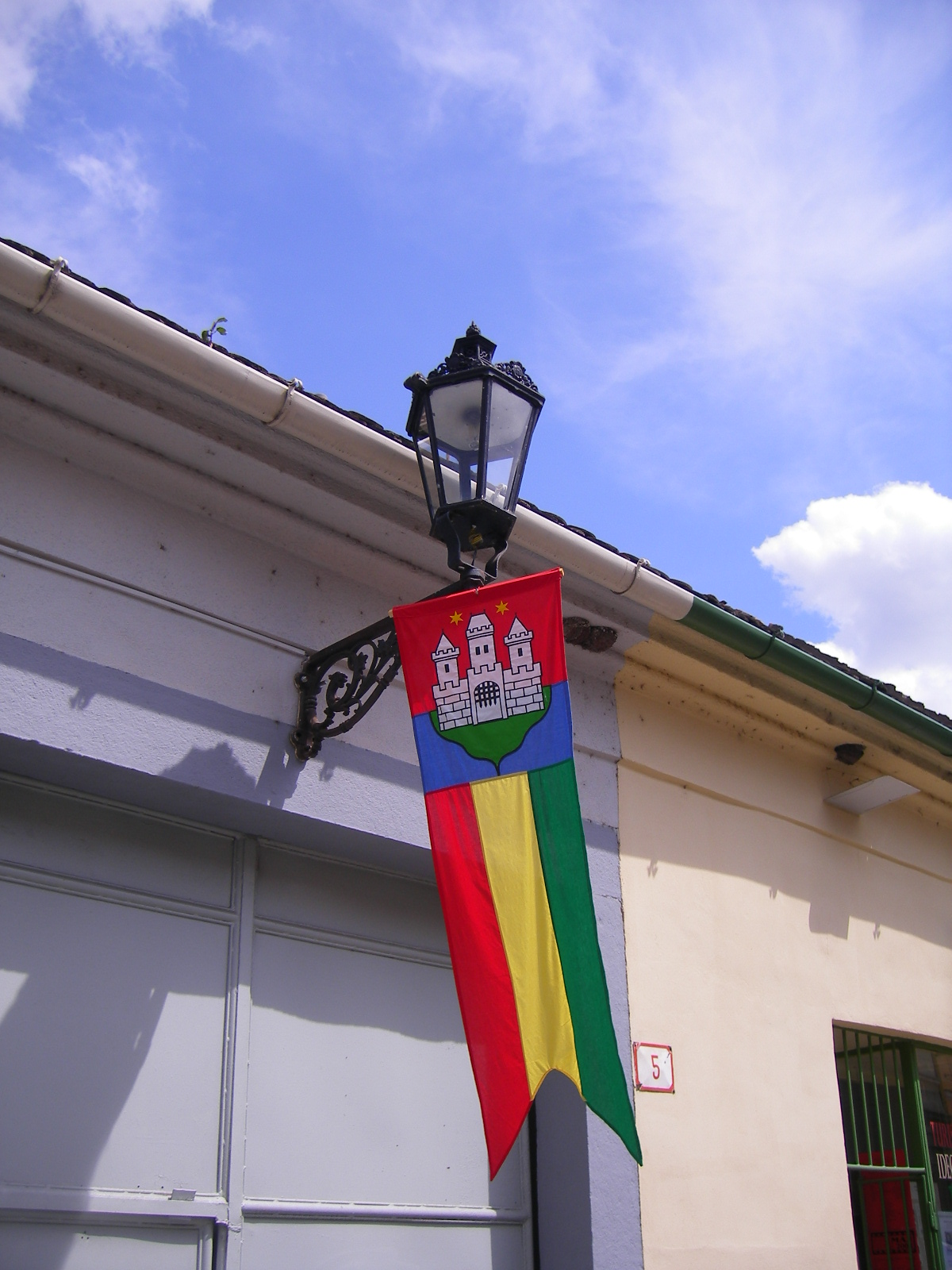
Komárom zászlaja a Megye utcában (Komáromi Napok 2008)

2013-ban ünnepelte a komáromi Gimisz Diákszinpad megalakulásának 20. évfordulóját.
Előadások 1993-tól:
- 1993/94. Déry-Pós-Presser-Adamis: Képzelt riport egy amerikai popfesztiválról; William Shakespeare: Romeo és Júlia
- 1994/95. Jacobs-Caesy:	Pomádé/Grease
- 1995/96. Ezek a fiatalok
- 1996/97. Hair
- 1997/98. Kosztolányi Dezső: Néró
- 1998/99. Dés- Geszti-Békés: A dzsungel könyve (két szereposztásban)
- 1999/00. Dés-Böhm- Nemes: Valahol Európában (két szereposztásban)
- 2000/01. Déry-Pós-Presser-Adamis: Popfesztivál
- 2001/02. Petőfi Sándor: A helység kalapácsa
- 2002/03. Presser-Sztevanovity B.-Horváth: Padlás; A 13. álom (a középső csoport eladása)
- 2003/04. Jó estét, nyár, jó estét szerelem;
- 2004/05. Kálmán Imre: Csárdáskirálynő
- 2005/06. Weöres Sándor: Holdbeli csónakos (két szereposztásban); Az igazság földje (a középső csoport előadása)
- 2006/07. Csinibaba; Álom-Szabadság, 1956 (a középső csoport előadása)
- 2007/08. Hyppolit; Vörösmarty Mihály: Csongor és Tünde (a középső csoport előadása)
- 2008/09. Egy szoknya, egy nadrág
- 2009/10. Bernstein-Sondheim: West Side Story
- 2010/11. Üvegtigris Flash[11]
- 2011/12. -
- 2012/13. -

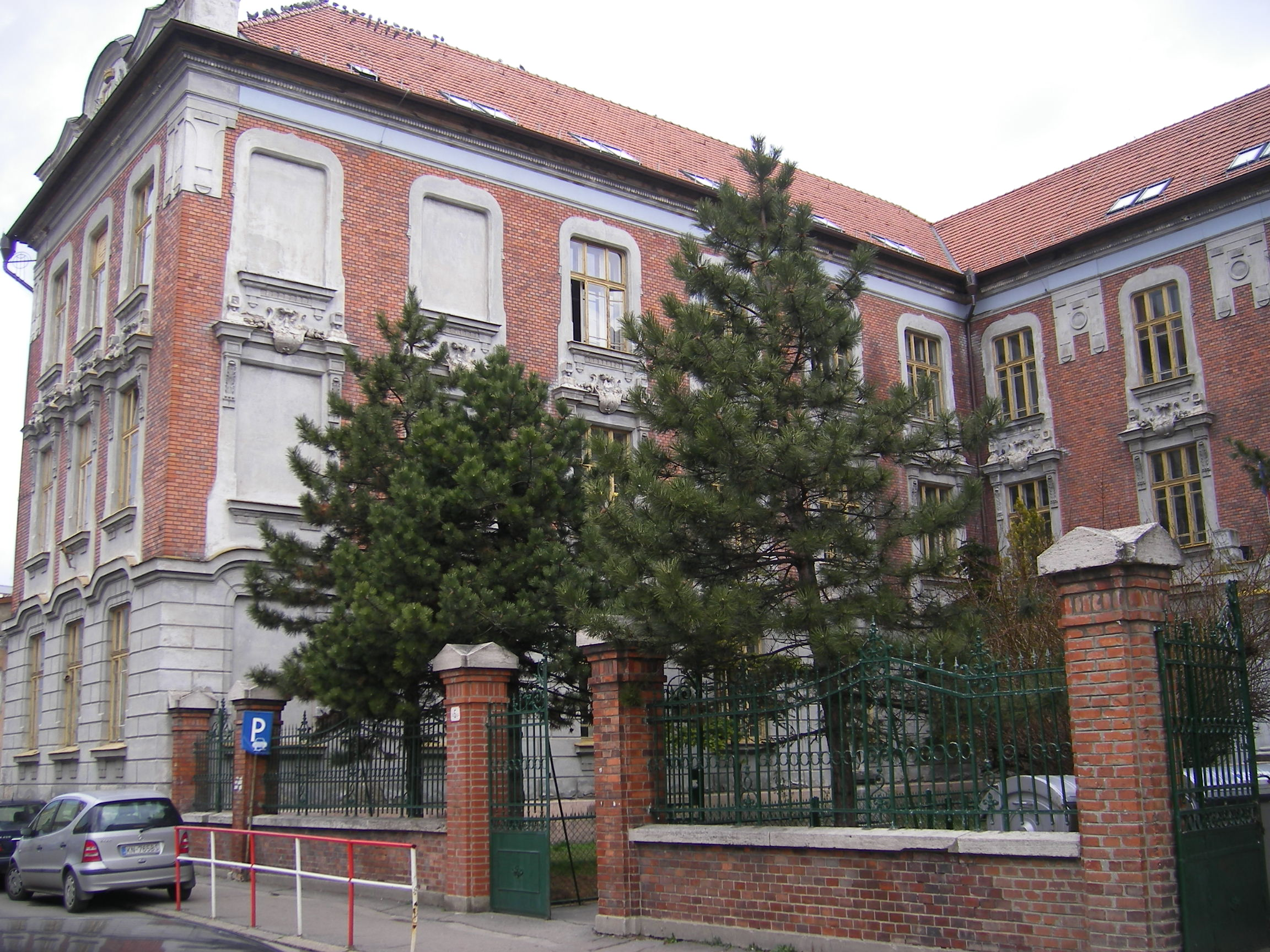
Komárom – Selye János Gimnázium

A Selye János Gimnázium diákszínjátszásának több periódusa van. A Gáspár Tibor (tanár) nevével fémjelzett irodalmi színpadi korszak és a Dobay János (tanár) által rendezett klasszikus diákszínházi előadások ma már történelemnek számítanak. Nevük azért fontos, mert Kiss Péntek József – a Gimisz színpad alapító szervezője és rendezője – tőlük kapta és tanulta a színjátszás szeretetét. Előbb a Csemadoknál dolgozott, majd népművelőként, így szinte kínálkozott a lehetőség az amatőr színházi együttesek alakítására és rendezésére. A gimnáziumban is készített két szalagavatói műsort. Az 1991/92.iskolai évben Shakespeare halhatatlan művéből, a Romeo és Júliából készült egy diákszínházi változat, amelyben a két címszereplő kivételével az összes női szerepet fiúk, a férfi szerepeket pedig lányok játszották. A következő évben Miénk az iskola, miénk a pálya címmel készített vidám összeállítást, amelyben Sándor György remek szövegei mellett a Padlás és más musicalek dalai csendültek fel. Ebben játszott Holocsy Krisztina is, aki ma a Jókai Színház színművésze. De ekkor még a GIMISZ Diákszínpad nem létezett. Ezeket egy Schwajda György hangjáték alapján készült előadás, a Megvédjük az iskolát előzte még meg az 1988/89. iskolai évben.
Őrsújfalu és az ÉS!SZÍNHÁZ volt az a hely, ahol már kiforrottnak nevezhető, tudatos amatőr-színházi alkotómunka folyt. Itt készült a Koldusopera, a Haldoklik a király és az Iphigénia Auliszban. Ekkortájt, 1993-ban, néhány elszánt gimnazista eltökélte magát, hogy zenés színházi előadást mutatnak be a szalagavatón, akik felkérték Kiss Péntek Józsefet, hogy segítsen. Az előadás a Képzelt riport egy amerikai popfesztiválról című regényből készült, azonos címet viselő első ismert magyar musical lett. A próbafolyamat alatt, amely 1993 szeptemberétől december közepéig tartott, világossá vált, hogy megalakul a csoport. Abban az időben működött egy Magyar Ifjúsági Szövetség nevű polgári kezdeményezés. Nevük rövidítése értelemszerűen a MISZ volt. Mivel a gimnázium és a szövetség együttműködött, természetesen jött létre a mozaikszó: GIMISZ.
Két verzióban készült el az előadás: egy zenei alappal és egy élő zenekarral kísért verzió. A bemutató előadás december 18-án, a szalagavatói ünnepségen volt. Ezt követően játszották Szlovákiában és Magyarországon, művelődési házakban és szabadtéren, végül a mai Sziget Fesztivál elődjén az EURO WOODSTOCK fesztivál színházi sátrában sok száz néző előtt. A nagy sikerhez hozzájárult a kitűnően működő koreográfia, amelyet a gimnázium végzős diákja, Horváth Xénia készített. A „Képzelt riport” sikere után a végzős diákok második előadása a világhírű film-musical, a Grease is hatalmas sikert aratott, és amellyel ismét meghívást kaptak a – most már – Pepsi-szeget nevet viselő fesztiválra. Ebben az előadásban Sandi szerepét az aztán a Komáromi Jókai Színház nagy tehetségű fiatal színművésze, Szvrcsek Anita játszotta. Ebben az évfolyamban is akadtak többen olyanok, akiknek kimagasló vagy az átlagosnál nagyobb színpadi adottságaik voltak, és olyanok is, akik megpróbálkoztak a színészettel, de hosszabb-rövidebb idő után más pályákon kötöttek ki. Ezzel az előadással több jótékonysági előadást is játszottak a gimnázium Király püspök Alapítványa és a Szív Alapítvány javára. Az előadással 1995. augusztus 17-e és 25-e között a budapesti Diákszigeten túl felléptek egy 300 lelket számláló kis szlovákiai faluba, Kalondán is. Így hagyománnyá vált minden évben egy musical színre vitele. Ettől az előadástól fogva komoly szakmai háttér alakult ki: szövegkönyvet dramaturg, a dalokat korrepetitor, a táncokat koreográfus – kik általában mindannyian hivatásos szakmabeliek voltak – írták, tanították, irányították.
Ahogy bővült a társulat jött létre a Nagy Gimisz a végzősökből, a Közép Gimisz a középső évfolyamosokból és a Kis Gimisz az alsósokból. A középsősökkel több alternatív színházi produkció is született, melyekkel a 2000-es években sikeresen szerepeltek különböző szakmai zsűrik előtt is, ilyen volt például a „13. álom“, ami nívódíjat nyert az az évi Jókai napokon vagy „Az igazság földjén“ – kísérleti előadás. 1995-ben az Ezek a fiatalok 1965-ös film után Hanzsér Árpád zenei segédletével, mely után még számos film színpadi adaptációját elkészítették. Egy előadáson Bródy János is koncertet adott.
1996-ban adták elő a Néró-t, ami Kosztolányi Dezső népszerű történelmi regényének, a Nero, a véres költőnek szövegét, a Sztárcsinálók című rockopera dalait, Hubay Miklós hasonló témájú egyfelvonásosának, valamint saját szövegtöredékek és más jelöletlen idézetek felhasználásával készült. Már az is szokatlan volt, hogy szalagavatói műsor gyanánt egy ilyen sötét tónusú, a kegyetlenségről szóló témát választottak. A szövegkönyvet – az akkor még a Pozsonyi Színművészeti Főiskola dramaturgia-szakos hallgatója, – Varga Emese készítette; aki még számos Gimisz szövegkönyv dramaturgja volt. Az előadással eljutottak a békéscsabai SCHERZO-ra is, amely az amatőr zenés színpadok magyarországi országos fesztiválja.
A dzsungel könyve esetében igen sok átlagon felüli tehetség játszott. Lajos András – aki Balu, a medve, vagyis egy nagy barna télikabátot viselő és kopott aktatáskát cipelő tanító bácsi volt – az óta elvégezte a budapesti Színművészeti Egyetemet és a Vígszínház tagja. Vele együtt Csil szerepében Fél Nóra, valamint a Ká-t alakító Horváth Sándor, aki Ferenczi Anna-díj is kapott, mind alakítás-díjakat nyertek a Jókai napokon. A Thália Színház színpadán is eljátszhatták az előadását, mégpedig a Határon Túli Magyar Fiatalok Kulturális Találkozójának nyitóelőadásaként. Ezután több előadás is meghívást kapott erre a neves rendezvényre.

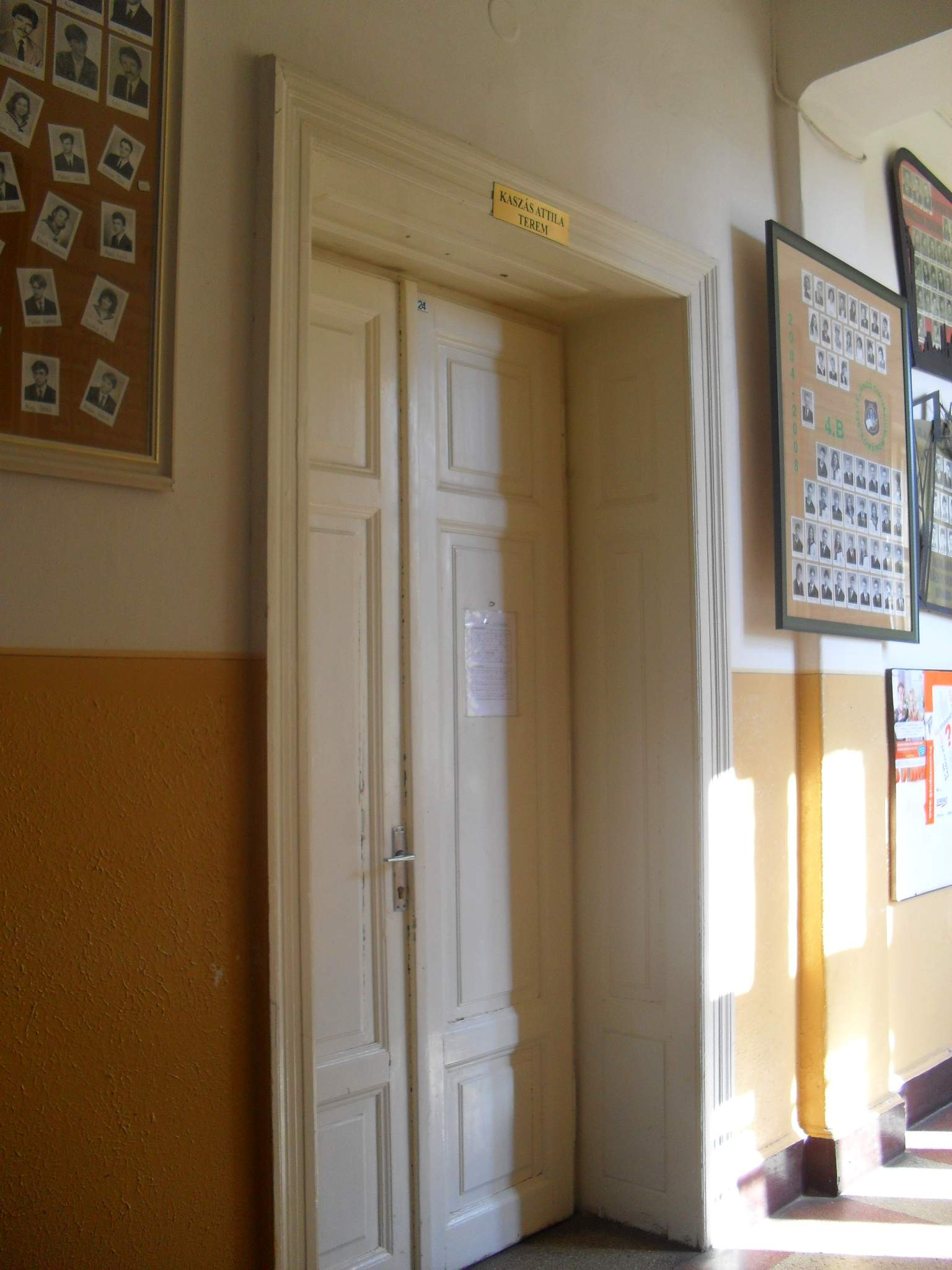
Komárom (SK) – Selye János Gimnázium (Kaszás Attila terem)

Az évezredfordulón bemutatkozott a Kisgimisz is, a Gimisz Színpad legifjabb csapata Szabó Csilla drámapedagógus, a Jókai Színház akkori művészeti titkára vezetésével, a Király Kis Miklós és Tündér Tercia történetét feldolgozó meseelőadással. Bemutatásra került a 200. évi Duna Menti Tavaszon a gyerekszínjátszók és bábosok országos seregszemléjén is, ahol a Fantázia díját nyerték el. 2002-ben korrepetálta először hivatásos zenetanár, Kalmár Zsuzsanna személyében. A padlás a szalagavatót követően még számos alkalommal előadták. 2003-ban a Kisgimisz által – Ágai Ágnes szövegei alapján – készített Kamasznapló című kamara-előadás a Duna Menti Tavasz Üzenet-díját nyerte el. 2004-ben a Csárdáskirálynő című előadás élő zenekari kísérettel készült, amelyben természetesen a dalok is élőben hangzottak fel. A csapatból négyen is a színi pályán keresik életük kiteljesedését. Ezután készült a Jókai Mór levelezése alapján szerkesztett ...az őrültek házába akartatok záratni című műsor, mely Székelyudvarhelyen, az országos Diákszínjátszó Fesztiválon a zsűri különdíját nyerte el és a 2008. évi Jókai napok nyitóelőadása volt. Tímár Péter posztmodern filmjének, a Csinibabának színpadra adaptálásával is hatalmas sikert aratott a Gimisz. Majd a Hyppolit, a lakáj címszerepének megformálásáért Huszlicska Bálint elnyerte a tragikus hirtelenséggel elhunyt neves komáromi színművész, Kaszás Attila emlékére alapított díjat, amelyet a művész barátja és pályatársa, Rudolf Péter adott át a gimnázium évzáró ünnepségén. Következő évben az Egy szoknya, egy nadrág című – annak idején a tüneményes Latabár Kálmánnak írt – filmbohózat szüzséjét választották alapanyagul. A Kaszás Attila-díj tulajdonosa ebben az évben Hrabovsky Péter lett. 2010-ben pedig az Egressy Zoltán Nyár utca, nem megy tovább című művéből készült előadás nyert második díjat az I. Nemzetközi Diákszínjátszó Fesztivál és Találkozón, Pécsett a közép-gimiszesekkel.
Időközben Csengel Mónika és Ölveczky András vette át a Gimisz vezetését.
A Gimisz Diákszínpad fellépései nagyon fontosak, hiszen a gimnáziumot népszerűsítik. A társulat a gimnázium és a VMK (Városi Művelődési Központ) védőszárnyai alatt működött, így az iskola adta a diákanyagot, vagyis a szereplőket, a VMK pedig a műszaki feltételeket biztosította. A GIMISZ történetében többször előfordult, hogy főszerepek kiosztásakor olyan diákra esett a választás, aki először állt színpadon, mégis – bár célzott szándék erre sosem volt – több egykori „Gimiszes” diák (például: Szvrcsek Anita, Jókai Ágnes, Csémy Balázs, Habodász István, Borbély Szandra, Andrusko Marcella – bábszínész szakos –, Molnár Gusztáv, Ponty Tamás, stb.) időközben hivatásos színésszé vált.

## Mics Károly Színjátszó csoport (Ipolynyék)
Az amatőr csoport 2005-ben vett fel korábbi vezetőjük és rendezőjük, a hirtelen elhalálozott Mics Károly nevét. Szinte hagyományszámba megy az évi egy premier, mely a farsang utolsó hétvégéjén kerül bemutatásra. Adtak elő környékbeli településeken, testvérközségekben, ám kaptak már meghívást Erdélyből, a megfordultak a Jókai Napokon is Komáromban.
A népi kultúrán túlmenően az első írásos emlék az ipolynyéki színjátszásról 1930-as évekre tehető, mikor leírták, hogy a fiatalság, de az idősebbek is szeretnek olvasni és igen szívesen játszanak színdarabokat, részt vesznek a különböző kulturális bemutatókon. A község tanítói színdarabokat, tanfolyamokat és más kulturális előadásokat is rendeznek. 1935 őszén a lévai Gyöngyös bokréta ünnepélyen és a sági katolikus napon a nyéki fiatalság nagy sikert aratott műsorával. Ekkor még nem volt kultúrház, így a rendezvényeket – a színi előadásokat és mulatságokat – az iskolában vagy a Fogyasztási szövetkezet kocsmahelyiségében tartották. Mivel a tél bizonyult a legalkalmasabbnak a színdarabok betanulására és előadására, ebben az évszakban kezdtek neki – s kezdenek most is – a munkálatoknak. Ekkor ugyanis mind a szereplők, mind pedig a nézőközönség több szabadidővel rendelkezett. Már régen sem volt szokatlan a zenés darab sem falunkban, hiszen mindig akadt egy-egy kiváló muzsikus is a színtársulatban. Természetesen nemcsak az egész estét betöltő színdarabok voltak jelentősek, hanem a jelenetekből összeálló esztrádműsorok is.
Majd hosszú hallgatás után, 1949 telén került sor az 1. magyar nyelvű színdarab – az első Csemadok színdarab – eljátszására, ekkor már a helyi kultúrházban, amit a volt Widder-féle vendéglőhelyiségből – mely 1949-ig kocsma volt – alakítottak ki. A színpad padlózatát az egységes földműves szövetkezet adta. Ebben a rögtönzött kultúrházban játszották el Gogol A revizor című vígjátékát. A darabot többször is bemutatták a közönség elismerésével és nagy tetszésével.
Az ezredforduló környéken több ízben részt vettek az Egressy Béni Országos Színjátszó Fesztiválon. 2004-ben megnyerték a fesztivál fődíját, mely mellett számos egyéni alakítás díjat is megszereztek.
Az Ipoly nyéki színjátszásnak több mint ötvenéves hagyománya van. Túlélte a rendszerváltás viszontagságait, a létbizonytalanságot, a társulat generációs váltásait. A csoport tagjai a társadalom minden területét képviselik, hiszen akad és akadt közöttük itt iskolaigazgató, tanító, orvos, közgazdász, mérnök, vállalkozó, diák, mesterember, akik mind egy dolog miatt játszanak: kedvük telik benne, szórakoznak és szórakoztatnak.

## Kármán József Színház (Losonc)

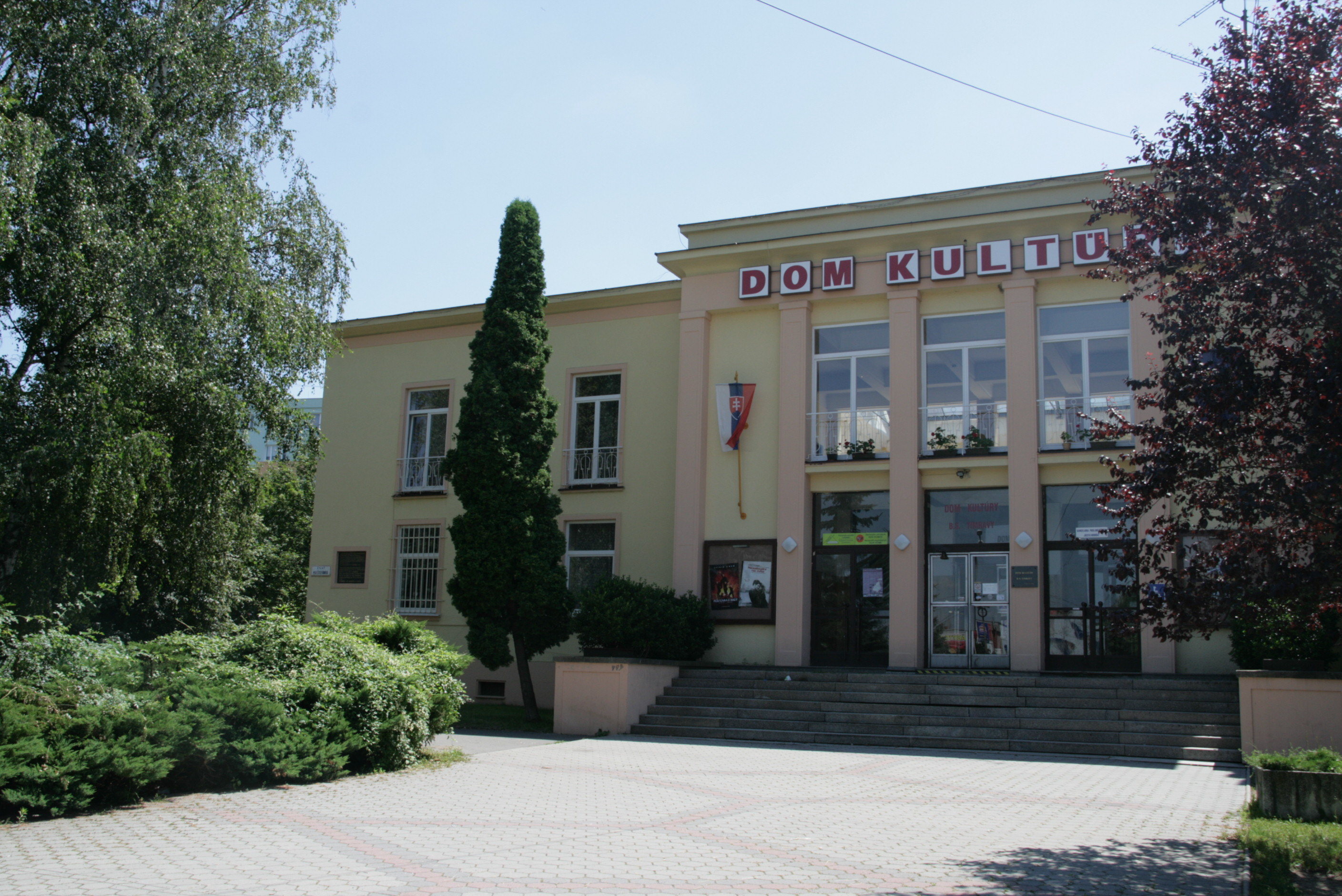
Losonc – kultúrház

A losonci színjátszás gazdag hagyományokra épül. Az alapszervezet 1949-ben alakult. Első bemutatójuk 1950-ben a Ludas Matyi volt, majd ezt követően, tíz éven át évente egy-egy új színdarabot mutatott be a színkör. Színre került többek között: az Üzenet az élőknek, a Liliomfi, az Úrhatnám polgár, az Arany csillag lovagja , a János Vitéz, a Csárdáskirálynő, a Bolond Istók, és a Kőszívű ember fiai is. Ez az időszak azonban 1969-ben lezárult a Fanni hagyományai című darabbal, az ún. konszolidáció éveiben hallgattak „Thalia papjai” Losoncon. Ebben az akkor utolsó előadásban viszont, ugyan még csak szereplőként részt vett a későbbi rendező, Horváth Lajos, és Csák István is, az újraszerveződő színház szervezője, igazgatója.

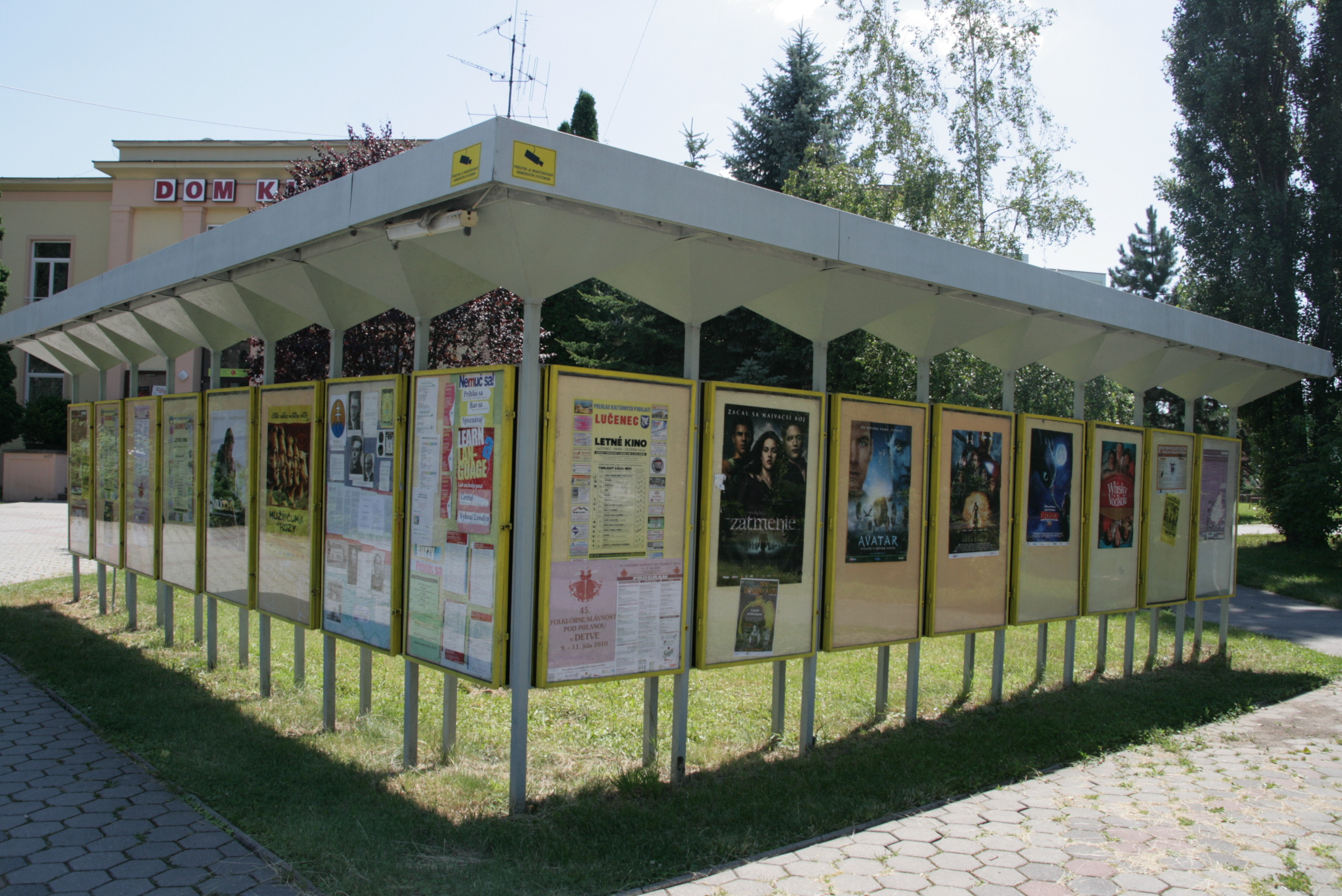
Losonc – hirdetőtábla a kultúrház előtt

1989 márciusában, közel 20 éves hallgatás után újra volt magyar nyelvű bemutató helyi csoporttól, amely ez alkalomból ismét eljátszotta Szabó Magda–Kármán József: Fanni hagyományai című művét, immár Horváth Lajos rendezésében – aki akkoriban már a Magyar Területi Színház profi rendezőjeként dolgozott. A darab közönségsiker lett, s kialakított egy kis, aktív közösséget.
A csoport életre keltője 1988 őszén Duray Éva, tanárnő volt. Az ezt követő 23 évben a Kármán József Színháznak 41 bemutatója, és több mint 120 közreműködője volt. Igazi népszínházi repertoárjukban bátran vettek elő kortárs darabokat és az ún. könnyű műfajt is szakértelemmel ápolják. Első díjuk már 1990-ben megtalálta őket, mikor a Jókai Napok fődíját hozták el, H. Barta Lajos Szaltó mortále (A halálugrás) című darabjával. Ettől kezdve több alkalommal kaptak alakításdíjat, színrevitel díjat is. 1996-ban a Harold Pinter írásaiból készült előadást, amellyel a törökországi Denizli színházi fesztiváljára is eljutottak. Ezt követően egy Csehov előadással Dániában is jártak, s nem maradtak el az újabb díjak sem. 2011-ben már – az évi egy-egy helyett – négy új előadással kényeztették el a közönségüket, gyerekeket és felnőtteket egyaránt.

## Kassai Gimnazista Színjátszó Társulat (KGSzT)

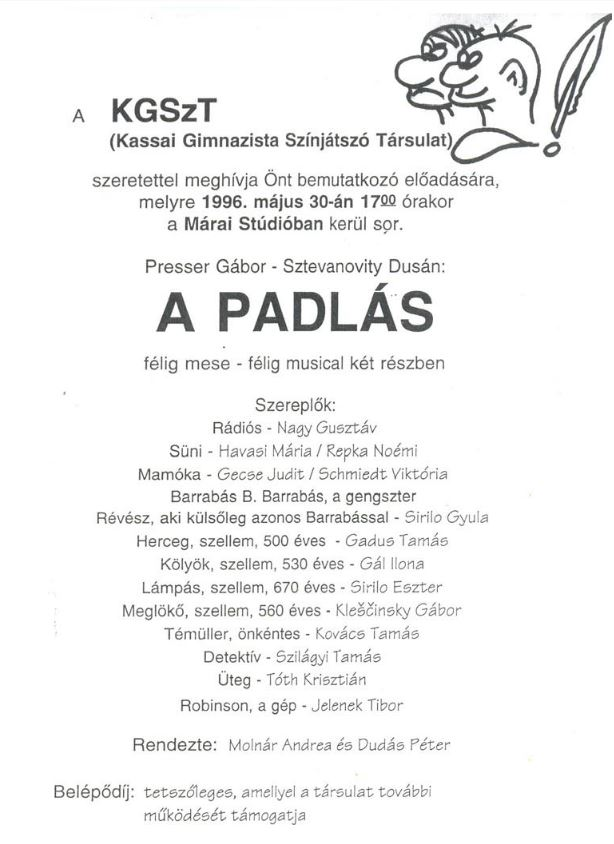
A KGSzT első darabjának plakátja

A Kassai Gimnazista Színjátszó Társulat (KGSzT) a kassai Márai Sándor Magyar Tanítási Nyelvű Gimnázium és Alapiskola 1996-ban alakult színjátszó csoportja. Rendszeresen szerepel a komáromi Jókai Napok és a szepsi Egressy Béni Országos Színjátszó Fesztivál fellépői között. Bemutatkozó előadásuk Presser Gábor és Sztevanovity Dusán A padlás című musicalje volt, melynek premierje 1996. május 30-án volt Kassán, a Márai Stúdióban. Az amatőr színjátszó társulat vezetője Bodon Andrea.
Kassa egyetlen magyar tannyelvű gimnáziumának színjátszó társulata 1996-ban mutatkozott be közönség előtt Presser-Sztevanovity A padlás című musicaljével. A darabot Bodon Andrea, a gimnázium magyartanárnője, és Dudás Péter, a kassai Thália Színház művésze rendezte. 1996. május 30-án nagy sikert arattak vele a kassai Márai Stúdióban. A Komáromban évente megrendezett Jókai Napok színjátszó fesztiválon megszerezték a legjobb zenés produkcióért járó díjat.
1999-ben a Veritas domonkos kultúrközpontban, a Doktor Zsivágó Galéria keretén belül bemutatásra került Weöres Sándor: A holdbeli Csónakos című zenés mesedrámája. Ez a társulat egyetlen darabja, melyet nem Bodon Andrea rendezett. Az előadás Komáromból nívódíjjal tért haza.
Ezután két lírai darab, a „mennek, egyre csak mennek...” és az „éltem egyszer én, Márai Sándor” című előadások következtek, melyek többek között Sátoraljaújhelyelyen és Vásárosnaményben is bemutatásra kerültek. Ez utóbbi egyébként Márai Sándor születésének 100. évfordulójára emlékezett.
2002-ben a színjátszók Lázár Ervin: Szegény Dzsoni és Árnika című meséjét vitték színpadra. A gyermekregény dramatizálásában segítségükre volt Kozsár Zsuzsanna, szlovákiai magyar író. 2003-ban, a 40. Jókai Napok fesztiválon megszerezték a legkreatívabb előadásért járó díjat.
A 2003/2004-es tanévben a társulat Heltai Jenő: Az ezerkettedik éjszaka című mesejátékát játszotta. A komáromi színjátszó fesztiválon Básti Andrea színészi alakításáért különdíjban részesült.
Az ezt követő két lírai előadás a két magyar költőóriás, Radnóti Miklós halálának és József Attila születésének jubileuma előtt tisztelgett. A „Nagy szárnyadat borítsd ránk virrasztó éji felleg” 2004. április 4-én, az „Így éltem s voltam én hiába” pedig 2005. április 5-én került bemutatásra a kassai Márai Stúdióban.
2005. június 15-én Komáromban hatalmas sikert aratott Sławomir Mrożek: Szerenád című abszurd drámája. Az előadás nívódíjas lett, ifj. Havasi Péter elnyerte a legjobb a férfialakításért járó díjat, a zsűri pedig odaítélte a legjobb díszletért járó jutalmat is.
2017-ben a társulat Déry Tibor: Képzelt riport egy amerikai popfesztiválról című műve alapján készült Presser-Adamis musical feldolgozása és színre vitele mellett döntött. A cselekményt sok helyen átírták és felújították. Így született meg a Volt egyszer egy popfesztivál, melynek dramaturgiai munkájában újra segítségükre volt Kozsár Zsuzsanna. A darab bemutatója 2018. június 14-én volt a komáromi Városi Művelődési Központban, a Jókai Napok színjátszó fesztivál keretén belül. Itt a társulat két tagja is különdíjban részesült: Horňák Lili kiemelkedő epizódalakításért járó, Homolya Krisztina pedig Ferenczy Anna-díj elismeréssel térhettek haza. Az előadás a szepsi közönség előtt 2018. október 18-án debütált az Egressy Béni Országos Színjátszó Fesztiválon, ahol a társulatnak a fesztivál nívódíját, Horňák Lilinek pedig a Csemadok Kassa-környéke Területi Választmányának díját sikerült megszereznie.
2018-ban a Hiába keresel... című lírai előadással az első helyet szerezték meg a XXVII. Tompa Mihály Országos Verseny lírai színpadainak kategóriájában.
A KGSzT Lírai Színpada 2019-ben Szeretném, ha szeretnének címmel egy – Ady Endre életútjáról szóló – összeállítással tisztelgett a költő halálának 100. évfordulója előtt. A XXVIII. Tompa Mihály Országos Verseny lírai színpadainak kategóriájában előadásukkal a második helyet sikerült megszerezniük.

### Előadott darabok
| Cím                                                   | Bemutató helye                             | Bemutató ideje     | Rendező                   |
| ----------------------------------------------------- | ------------------------------------------ | ------------------ | ------------------------- |
| A padlás                                              | Márai Stúdió, Kassa                        | 1996. május 30.    | Bodon Andrea, Dudás Péter |
| Holdbeli csónakos                                     | Domonkos kulturális központ Veritas, Kassa | 1999. június 3.    | Petrik Szilárd            |
| „mennek, egyre csak mennek...”                        | Művészetek Háza, Kassa                     | 1999. november 21. | Bodon Andrea              |
| „éltem egyszer én, Márai Sándor”                      |                                            | 2000.              | Bodon Andrea              |
| Szegény Dzsoni és Árnika                              |                                            | 2003. december     | Bodon Andrea              |
| Az ezerkettedik éjszaka                               | Márai Stúdió, Kassa                        | 2004. június 11.   | Bodon Andrea              |
| „Nagy szárnyadat borítsd ránk, virrasztó éji felleg!” | Márai Stúdió, Kassa                        | 2004. április 5.   | Bodon Andrea              |
| Szerenád                                              | Városi Művelődési Központ, Komárom         | 2005. június 15.   | Bodon Andrea              |
| „Így éltem s voltam én hiába”                         | Márai Stúdió, Kassa                        | 2005. április 5.   | Bodon Andrea              |
| Az árnyék                                             |                                            | 2006. június 20.   | Bodon Andrea              |
| Vigyázat, a tetőn angyalok járnak                     |                                            |                    | Bodon Andrea              |
| Kakuk Marci                                           | Márai Stúdió, Kassa                        | 2009. június 10.   | Bodon Andrea              |
| Özvegyek                                              | Márai Stúdió, Kassa                        | 2009. november 16. | Bodon Andrea              |
| Bűbájos                                               | Márai Stúdió, Kassa                        | 2012. május 10.    | Bodon Andrea              |
| Történet a hetediken                                  | Márai Stúdió, Kassa                        | 2013. június 10.   | Bodon Andrea              |
| Ködből, csöndből                                      |                                            | 2015.              | Bodon Andrea              |
| Három szegény szabólegény                             |                                            | 2016.              | Bodon Andrea              |
| Hiába keresel...                                      | Márai Stúdió, Kassa                        | 2017. december 15. | Bodon Andrea              |
| Volt egyszer egy popfesztivál                         | Városi Művelődési Központ, Komárom         | 2018. június 14.   | Bodon Andrea              |
| Szeretném, ha szeretnének                             | Városi Művelődési Központ, Rimaszombat     | 2019. április 26.  | Bodon Andrea              |

## Falusi színjátszás Kisújlakon
Kisújlak, az egykor önálló Felső-bodrogközi falucska most Szomotor község része. A 20. század ötvenes éveinél előbbi színjátszásról nincs adat. Az akkori viszonyokhoz alkalmazkodott fiatalok csoportokba verődve csűrökben, pajtákban mutatták be színészi képességeiket. Tudásukat eleinte csak a társaságon belül, majd később a saját rendezésű darabjaikat a falu közönségének is előadták. Az első színjátszó társulat 1957 körül jöhetett létre.
Komolyabb és színvonalasabb színjátszás a faluban a helyi (régi) iskola igazgatójához, Prescsák László tevékenységéhez köthető, amikor a falu színjátszói az iskola épületében kaptak helyet. Az ő rendezésében került színre 1959-ben Fazekas Mihály: Lúdas Matyija. Utána az új igazgató, Szegedi Béla és Illés Erzsébet tanítónő, mint a kultúra helyi terjesztői és továbbfejlesztői következtek. Utóbbi rendezésében 1963-ban adták elő Móricz Zsigmond: Sári bíró című darabját.

## Nánai Színjátszócsoport

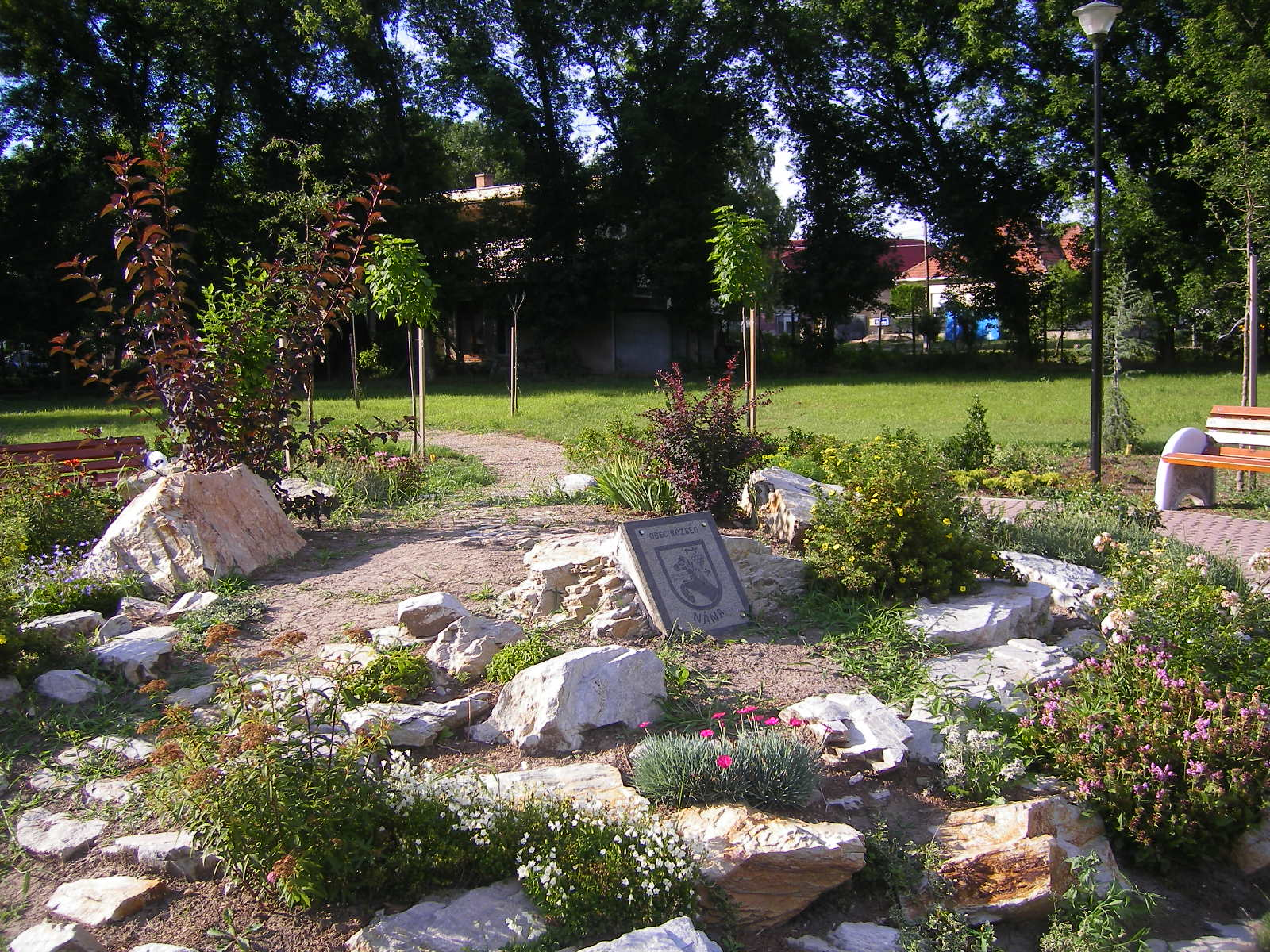
A nánai park a község címerével

Nánán nagyon régi hagyományai vannak a színjátszásnak. Színjátszó csoport már több mint ötven éve is működött. A ma működő csoport ifjúságiként kezdte működését, de ma már fiatalok, felnőttek egyaránt járnak.
A Nánai Színjátszó Csoport 1996 novemberében alakult meg Juhász Mária vezetésével. Bemutatott darabjaik Borka Géza: Marci leánynézőben, a Médi a szobalány és Lázár Ervin: A négyszögletű kerek erdő voltak. 1997. december 6-án a Nána nyugdíjasainak a községi hivatal szervezett találkozón adtak elő egy összeállítást. 1998-ban a Csemadok megrendezte a hagyományos Batyubált, melyen a Nánai Színjátszó Csoport tánc összeállítást Ma éjjel mulatnom kell címmel, majd a Magyar szabadságharc 150. évfordulójára szervezett ünnepi Csemadok megemlékezésen irodalmi összeállítást adott elő. 1999. május 24-én a képviselő testület jóváhagyta Juhász Mária vezetésével 8 színjátszó rendezői iskoláztatását Komáromban. Így előbb egy komáromi színész-rendezőképző tanfolyamon, majd folytatásán Perbetén vettek részt.
1999 novemberében a Nánai Színjátszó Csoport az I. Falusi Színjátszók Országos Versenyén Nóti Károly: A nyúl című darabjának előadásáért II. helyezést ért el és Nívó díjat kapott.
2000 novemberében a Falusi Színjátszók Országos Versenyén Esztrádműsorral vettek részt. A szilveszteri bálon A gömöri gyors című táncot mutatták be, mellyel szerepeltek még Ebeden, Leléden, Párkányban és Kiskeszin.
2001-ben is részt vettek a Falusi Színjátszók Országos versenyén Enrique Labiche: Első vizit című darabjának előadásával, mellyel elnyerték: a fődíjat, a legjobb férfi alakítás díját (Khéli Bálint), és a legjobb női alakítás díját (Matus Marianna). Ezzel a darabbal felléptek még a „Vár a színhely” fesztiválon is Esztergomban, ahol elnyerték: a II. helyezést, a legjobb férfi alakítás díját, és a rendezői különdíjat (Juhász Marika); a „Jókai napokon” Komáromban, ahol Khéli Bálint különdíjat kapott; továbbá: Kövesden, Ebeden, Nánán, az esztergomi Várszínházban, és Zsámbékon.
Ebben az évben Nánán Színjátszótábort is rendezett a csoport.
A 2002-es Falusi Színjátszók Országos Versenyén Molière: Képzelt beteg című darabjával elnyerték: a fődíjat, a legjobb rendező díját (Juhász Mária), a legjobb epizód szereplő díját (Khéli Bálint) és a legígéretesebb tehetség díját (Matuska Tamás). Ezzel a színdarabbal elnyerték a Vár a színhely külön díját, és a Jókai Napok nívó díját is. Matuska Tamás pedig Ferenczy Anna díjat kapott. Felléptek még: Szepsi, Ebed, Szőgyén, Piliscsaba, Nyitra mellett, Pozsony, Esztergom településeken.
A 2003-as Falusi Színjátszók Országos Versenyén Carlo Goldoni: Mirandolina című darabjának előadásáért elnyerte: a fődíjat, a legígéretesebb tehetség díját (Horváth Anna), a legtehetségesebb mellékszereplő díját (Gyürky Edina) és a rendezői díjat (Juhász Mária).
2005-ben a Falusi Színjátszók Országos Versenyén Rejtő Jenő: Lavotta úr utolsó szerelme című darabjának előadásáért nívó díjat, majd 2006-ban Herczeg Ferenc: Majomszínház című darabjának előadásáért is Nívódíjat, illetve Kotra Mónika különdíjat is kapott. Ezzel az utóbbi darabbal a következő helyszíneken szerepeltek még: Szepsi, Nána, Esztergom, Kövesd, Bátorkeszi, Kéty, Farnad, Szikince-Ghymes fesztivál-Páld, Nemesócsa.
2007-ben George Bernard Shaw: Pygmalion című darabjának előadásáért elnyerte a Nívódíjat és Danis Alica különdíjat kapott. Ezzel a darabbal felléptek még: Nánán, Kövesden, Pozsonyban, Bátorkeszin, Szikincen, Kisgyarmaton.
2008-ban a X. Egressy Béni színjátszó fesztiválon Móricz Zsigmond: Paraszttréfák című darabjának előadásáért elnyerte: a fődíjat, Haluska Gergely a különdíjat és Juhász Mária a rendezői díjat. Az Adácsi Színjátszó találkozón a Magyar Színjátékos Szövetség ezüst fokozatban részesítette a csoportot, Vasvári Színjátszó fesztiválon a hiteles népi előadásmódért különdíjat kaptak. A csoport vezető-rendezőjét Juhász Máriát az addigi tevékenységéért Mics Károly-díjjal jutalmazták
2010-ben a nánai Színjátszó Csoport a Falusi Színjátszók Országos Versenyén Szepsiben Svěrák-Smoljak: Beugrás című darabjával szállt versenybe. Színjátszóink az előző évekhez hasonlóan remek teljesítményt nyújtottak, ezért több elismerést és díjat kaptak, így: A Kazincbarcikai Egyesületek Fórumának díját: Pesti László; A legjobb férfi epizódszereplő díját: Piski Erik; A legjobb férfi szereplő díját: Góra Róbert; A legjobb rendezés díját: Juhász Mária és a Nívódíjat. Novemberben a csoport Adácson a XIV. Kárpát medencei Falusi színjátszó találkozón mérette meg magát, ahol a Magyar Szín-Játékos Szövetség bronz minősítésben részesítette a csoport előadását. A darabot Lengyelfalusy Márta tanárnő fordította díjmentesen cseh nyelvből magyarra a Nánai Színjátszó Csoport részére.
2011-ben, a XIII. Egressy Béni Országos Színjátszó Fesztiválon Karinthy Frigyes: Kolombuc tojása című darabját mutatták be és ebben az évben is jól szerepeltek és a fesztivál fődíja mellett még több elismerést is kaptak: a Kiemelt színházi alakítás díja – Piski Erik; Buzita Község polgármesterének díja – Pataši Simona; A Csemadok Buzitai Alapszervezetének díja a kiemelkedő színészi alakításér – Khéli Bálint; A legjobb női epizódszereplő díja – Matus Orsolya; A legjobb férfi epizódszereplő díja – Pesti László; A legjobb férfi alakítás díja – Góra Róbert; A legjobb rendezés díja – Juhász Mária;
2011. december 4-én ünnepelte a nánai kultúrházban a 15 éves fennállását, Karinthy Frigyes: Kolombuc tojása című darabjával.
2012-ben a Nánai Színjátszó csoport meghívást kapott a Magyar Szín-Játékos Szövetségtől Budapestre, a FESZT-FEST Fesztiválok fesztiváljára, ahol az év legjobb amatőr színjátszói léphetnek színpadra. Még ebben az évben meghívást kapott a 16. Kárpát-medencei Színjátszó Fesztiválra is, Adácsra, ahol a színjátszók előadását arany fokozattal minősítették. A XIV. Egressy Béni Országos Színjátszó Fesztiválon Móricz Zsigmond: Egérfogó című darabját mutatták be, és a fesztivál fődíja mellett még megkapták: A legígéretesebb tehetség díját – Németh Péter-díj (Szukupcsák Richárd); és A zsűri különdíját a legjobb gyerekszereplőnek (Jantosík Napsugár). Ezután a csoport decemberben fellépett a Magyar Művek Szemléjén, Budapesten is, ahol szereplésükért ezüst minősítést kaptak.
2013-ban Nyárasdon és Libádon vendégszerepelt a színjátszócsoport.
A csoport tevékenységével és eredményeivel országosan jó hírnevet szerzett a falunak.

## Poloska Színház (Nagymegyer)
A színház névadásának története 1983-ba nyúlik vissza, amikor a Bodnár Gyula és Szigeti László rendezte Majakovszkij Poloskájával a komáromi Jókai Napokon megnyerték a színjátszócsoportok versenyét, később ennek tiszteletére vették fel a Poloska Színház nevet a névadó darab sikere folytán
A nagymegyeri színjátszás aranykorának is lehetne nevezni a múlt század nyolcvanas éveit, hiszen Bodnár Gyula irányításával és rendezéseivel sikerek hosszú sorát érték el, 1986-ban a Szaltó Mortále című, H. Barta Lajos-vígjátékkal is begyűjtötték a Jókai Napok nagydíját. A fiatalon elhunyt Varga Tibor, akit mindenki csak Basaként ismert, meghatározója volt a társulatnak, mindkét siker alkalmával a legjobb férfiszínésznek járó díjat is megkapta, míg a csoport egy-egy tagja a legjobb alakítás díját is elnyerte. A tripla nem sokáig váratott magára, 1987-ben először szerepeltek Poloska Színház név alatt, Bodnár Gyula rendező egy fantasztikus darabot választott a nagymegyerieknek, Sós György: Az emmenthali hóhér című komikus tragédiájával újra megnyerték a szlovákiai magyar színjátszók országos seregszemléjének, a Jókai Napoknak a nagydíját, a Poloska csillaga ekkor ragyogott a legfényesebben, mert az említett nagydíjon kívül Vizváry Teréz kapta a legjobb női alakítás díját, valamint a társulatból Varga Tibor és Görföl Attila kapott elismerést kiváló alakításukért. Aztán 1989-ben még egy igazi nagy siker a Jókai Napokon, Békés Pál: A női partőrség szeme láttára című komédiája elnyerte az akkori Népművelési Intézet díját, Varga Tibor a legjobb férfiszínész lett, a legjobb epizódszerep díja Zakál Gyulának jutott, míg Vizváry Teréz színészi teljesítményéért kapott oklevelet. Természetesen ezt a darabot is Bodnár Gyula rendezte.
A kilencvenes évek már nem hoztak ilyen sikereket, fokozatosan távozott a régi gárda egy része, bemutatókra is csak ritkábban került sor, aztán a csoport körüli történéseket, – ezekben az időkben már kizárólag a városi művelődési otthon égisze alatt működött a Poloska – hogy a társulat ne morzsolódjon le teljesen, 2000-től Görföl Vilmos, az egyik színjátszó kezdte szervezni. A lényeg az volt, hogy a Poloska Színház munkája folytatódjon, az inkább vígjátékokban otthonos csoport próbálkozott komolyabb darabbal, de musicallel is.
A művelődési otthonban megtartott szombat esti jubileumi ünnepségre mindenkit meghívtak, aki a csoportban 1981-től ügyködött, legyen az rendező, színjátszó, súgó, táncos, zenész vagy éppen műszaki személyzet, sőt itt voltak azok is, akik a Poloska Színház kamaratársulataként szerepeltek idén a Jókai Napokon. Görföl Vilmos üdvözölte a már több generációt képviselő poloskásokat, a színháznak nevet adó sikerek egyik kovácsa, Bodnár Gyula mondott ünnepi beszédet. Majd az eddig színpadra állított darabok szerint láthatták egymást a csoport jelenlévő tagjai, sajnos már nem lehetett köztük Varga Basa Tibor, aki meghatározója volt a nagymegyeri színjátszásnak, vagy Udvarhelyi Béla, Varga Zoltán, Horváth Ferenc és Szalay Attila. Az ünnepi találkozó folyamán a losonci Kármán József Színház Tanulmány a nőkről című darabját adta elő a poloskásoknak, akik ezután zenés szórakozással, baráti beszélgetésekkel, emlékezésekkel zárták a jubileumi estet.

## Zsákszínház (Fülek)
Mázik István, a városi művelődési központ igazgatója huszonhárom évesen alapította a Zsákszínházat Füleken. 1979-ben hangosan szólt a rock. Nem csoda, hogy a Lúdas Matyiból náluk Rocky Matyi lett. „Kultúrbotrányt emlegettek. Hogy jövünk mi ahhoz, hogy rockzenével csinálunk meg egy népi játékot!? Nem tudták hová tenni. Tudomásom szerint, az első magyar társulat voltunk, amely rockoperát játszott.” – emlékezett a rendező.
Szereplők: Bódi Andrea, Balázs István, Génya Ferenc, Danyi László (kísérőzenekar), Nagy András, Sz. Danyi Irén.
Hosszú időn keresztül úgy volt, hogy a Zsákszínház lesz a harmadik felvidéki magyar színház. Jelenleg polgári társulásként működik. Az elmúlt 30 év alatt 250 szereplő fordult meg a csoportban, 12-en már nincsenek az élők sorában. 6 egykori színjátszó profi színész lett. 6 fődíjat és 6 nívódíjat nyertek különböző fesztiválokon. Több szereplő kapott alakítás-díjat.

## További színtársulatok

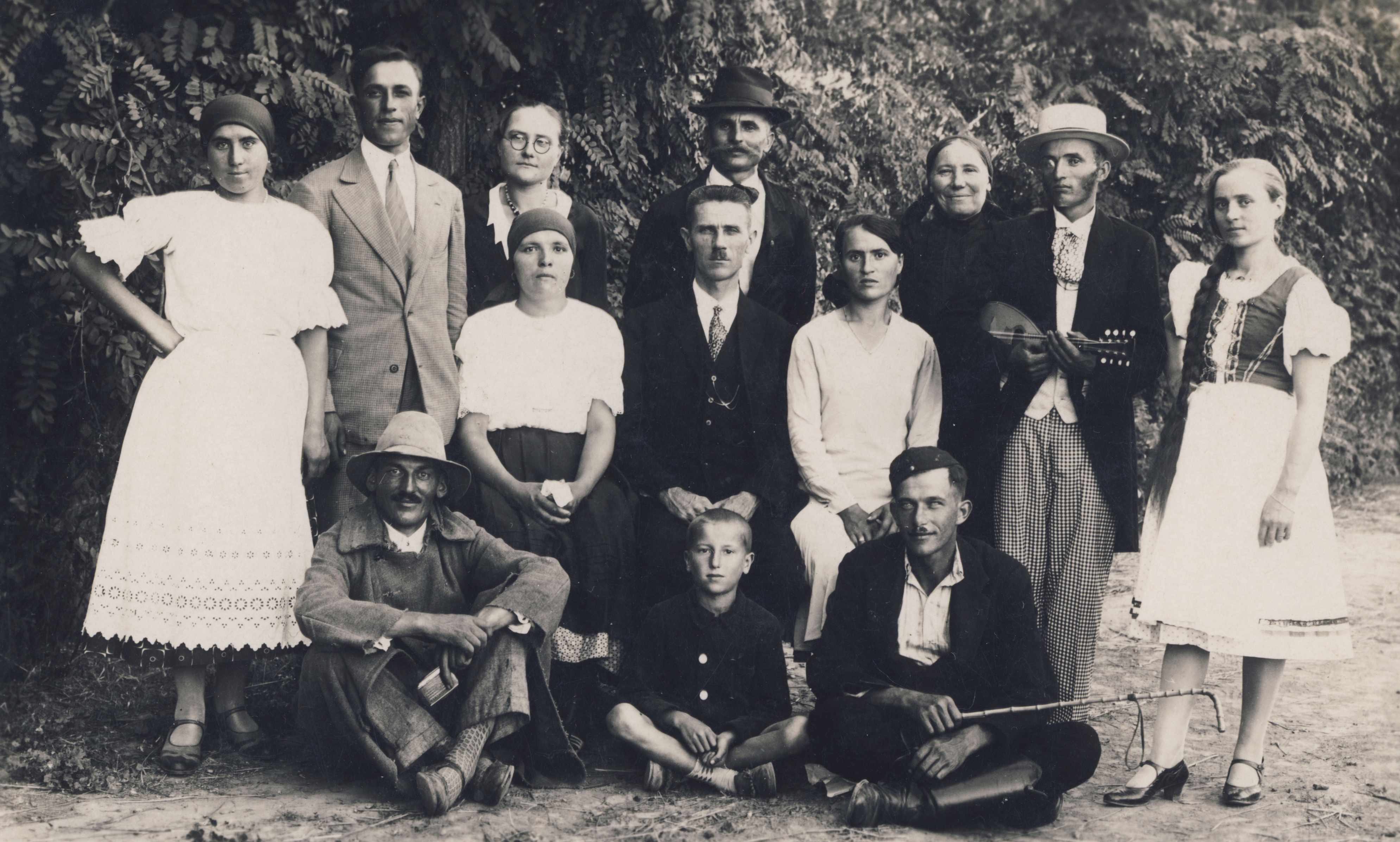
Nemespanni színjátszócsoport a két világháború között. Középen Csiffáry Jenő kántortanító alatt az ifjú Varsányi László

- Almágyi Ifjúsági Színpad, Gömöralmágy
- Bárka Színpad, Léva[25]
- Bodrogközi Színjátszók, Királyhelmec
- Boncák Színjátszó Csoport, Lakszakállas
- Bódvavendégi Hagyományőrző Csoport, Bódvavendég
- Bóbika Színkör, Balogfalva és Felsőlánc
- Csipet és csapata, Gesztete
- Csillagvirág Színkör, Tornagörgő
- Csemadok Színjátszóköre, Hodos
- Csemadok Hagyományőrző Csoportja, Csécs
- Csemadok Alapszervezet Fürtöcskék Csoportja, Balogfalva
- Ebedi Színjátszócsoport, Ebed
- Féktelen Komédiások, Vágkirályfa
- Fókusz Diákszínpad, Dunaszerdahely[26]
- Füleksávolyi színjátszás, Füleksávoly[27]
- Garamvölgyi Színpad, Léva
- Görbetükör Színjátszókör, Vezekény
- Görgői Hagyományőrzők, Görgő
- Gumidió, Érsekújvár
- Gyöngyvirág Folklóregyüttes, Várhosszúrét
- Hahota Színjátszócsoport, Diószeg
- Jácint Esztrádcsoport, Lakszakállas
- Ifjúsági Színjátszó Egyesület, Bátorkeszi
- Ímelyi Hagyományőrzők, Ímely
- Jánoki Hagyományőrző Csoport, Jánok
- Keszínpad Ifjúsági Színjátszócsoport, Bátorkeszi
- Kisveréb Színpad, Szeszta
- Kék Nefelejcs Hagyományőrző Csoport, Szomotor
- Kökörcsin, Királyhelmec
- Nagyfödémesi Esztrádcsoport, Nagyfödémes
- Mákvirágok, Nagyfödémes
- Mics Károly Színjátszócsoport, Ipolynyék
- Napsugár Színjátszócsoport, Kisújfalu
- NEFISZ, Nemesócsa
- Nehéz Ferenc Színjátszó Csoport, Dunamocs
- Novus Ortus, Dunaszerdahely
- NYEKK, Nyitra
- Örösi Színjátszócsoport, Örös
- Palóc Amatőr Színjátszócsoport, Óbást
- Palóc Varietas, Nagykürtös
- Pletykáló vénasszonyok, Áj
- Rovás Színműhely, Kassa
- Rózsa(szín) Ház Társulat, Egyházgelle
- Sókszelőcei Csemadok Esztrádcsoport, Sókszelőce
- Szivárvány, Gömörhorka
- Szőgyéni Színjátszócsoport, Szőgyén
- Tavirózsa, Örös
- Trisztán Esztrádcsoport, Lakszakállas
- Tsízió Diákszínpad, Galánta
- Tüzikék, Debrőd
- Új Hajtás, Kalász
- VISZTA, Komárom
- Vásárúti Komédiások
- X Iparista Kisszínpad